# Las cuatro leyes espirituales
Las cuatro leyes espirituales es un folleto evangelístico cristiano creado en 1952 por Bill Bright, fundador de la organización Campus Crusade for Christ. Bright escribió el tratado como una forma clara y breve de explicar los aspectos esenciales de la fe cristiana de acuerdo a la concepción evangélica de la salvación.
Bright resume en este folleto su concepción del mensaje de salvación contenido en la Biblia en cuatro leyes espirituales que rigen la relación del ser humano con Dios de modo similar a la forma en que las leyes físicas rigen el universo.
Según Bright, las cuatro leyes espirituales son:
1. Dios te ama y tiene un plan maravilloso para tu vida (Juan 3:16, Juan 10:10).
2. El hombre es pecador pero está separado de Dios. Significa que no puedes conocer ni experimentar el amor de Dios y el plan que él tiene para tu vida (Romanos 3:23, Romanos 6:23).
3. Jesucristo es la única provisión de Dios para el pecador. Sólo a través de él puedes conocer y experimentar el amor de Dios y su plan para tu vida (Romanos 5:8, 1Corintios 15:3-6, Juan 14:6).
4. Puedes recibir a Jesucristo como Señor y Salvador para poder conocer y experimentar el amor de Dios y su plan para nuestras vidas (Juan 1:12, Efesios 2:8-9, Juan 3:1-8, Apocalipsis 3:20).

El uso del folleto se extendió a nivel mundial y continúa siendo usado hoy en día parte de cristianos evangélicos en su trabajo de evangelización con la finalidad de explicar su fe a los no convertidos, en diversas formas y lenguajes.
Las cuatro leyes espirituales son ampliamente utilizadas por organizaciones estudiantiles internacionales enfocadas en evangelismo de los campus universitarios como The Philippine Student Alliance Lay Movement (PSALM). De acuerdo a estas organizaciones, el objetivo de este folleto es dar a conocer la palabra de Dios y ayudar a las personas a recibir el Espíritu Santo.